# イギリス鉄道マーク5客車
マーク5客車（Mark5）およびマーク5A客車（Mark5A）は、イギリスの鉄道向けにスペインのCAF社が製造する客車である。マーク5客車はカレドニアン・スリーパーが、マーク5Aはトランスペナイン・エクスプレスが使用する。
新形式の客車がナショナル・レールに登場するのは、イギリス国鉄時代の1989年から1992年に製造されたマーク4客車以来となる。

## マーク5客車
ナイト・リビエラと共にイギリスに残る寝台列車の1つである「カレドニアン・スリーパー」は、2015年に列車の運営権がスコットレールからセルコへと移管された。その際、セルコはカレドニアン・スリーパーに使用されていたマーク2客車およびマーク3客車を置き換える新型車両を用意することを条件として示され、2015年2月にCAF社と新型客車製造の契約を交わすこととなった。この客車がマーク5（Mark5）である。
カレドニアン・スリーパーは分割併合編成も含めて最大16両編成であり、その本運用に用いられる64両と予備車11両の合わせて75両の製造が予定されている。車両は座席車、ラウンジカー、寝台車など5種類が用意されており、そのうちファーストクラス座席車は航空機のファーストクラスと同等の座席が用意され、高い快適性が実現している。
チェコのヴェリム鉄道試験線を用いた試験運転が2017年4月から行われ、2018年1月にイギリスへ到着。当初は2018年10月からの営業運転開始を予定していたが、実際は2019年4月29日からとなった。

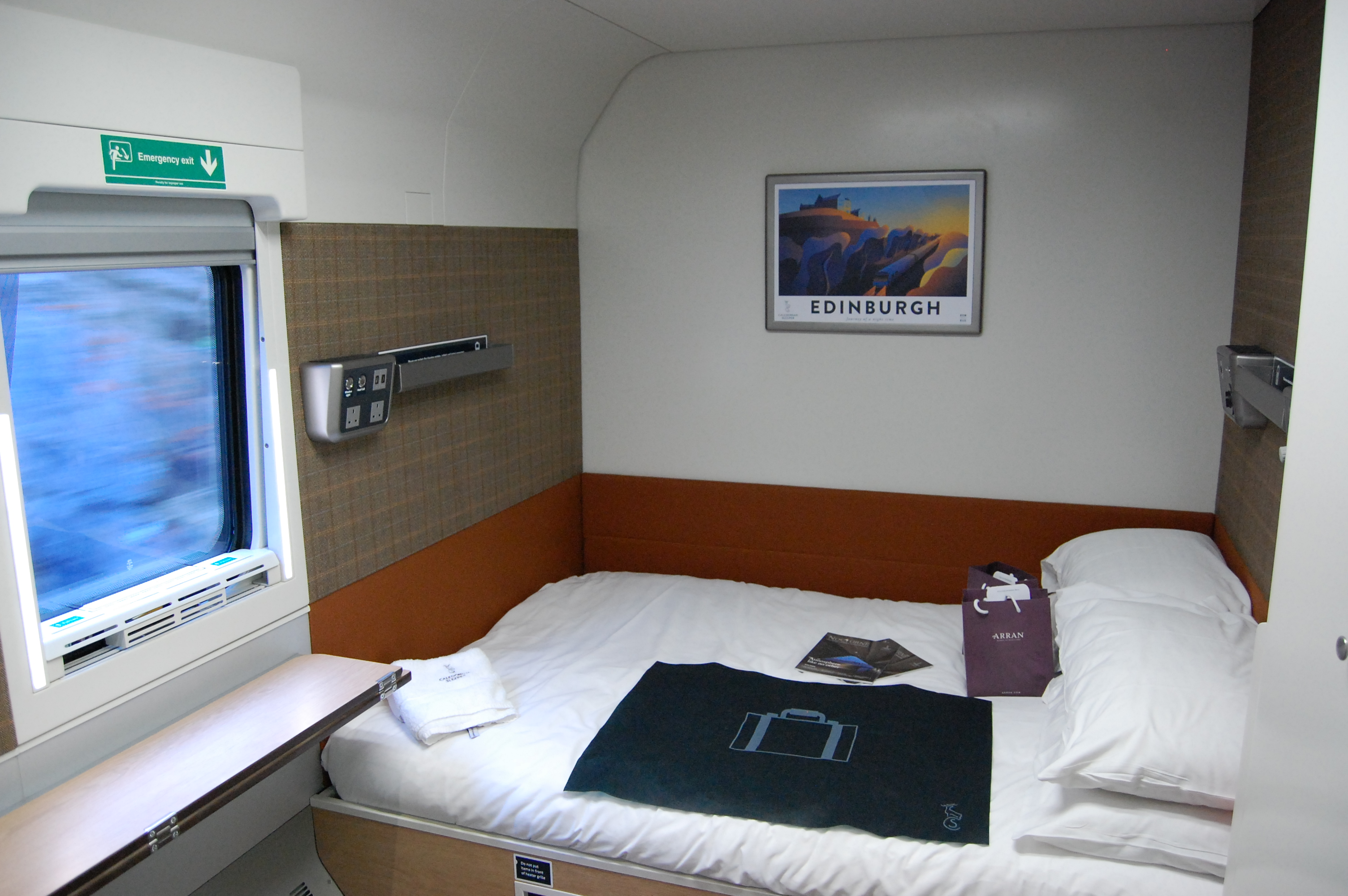
1人用個室
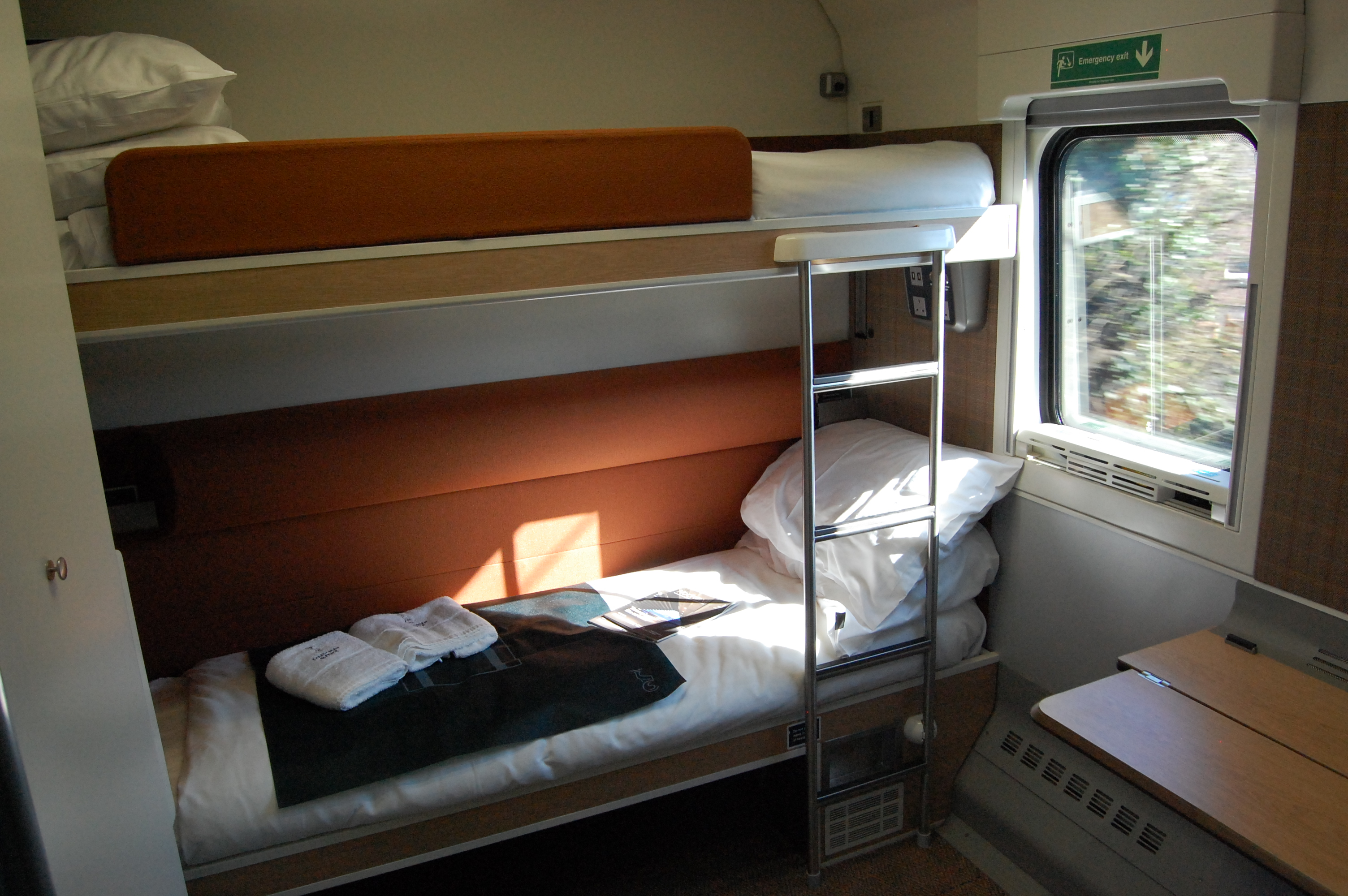
2人用個室（バリアフリー対応）
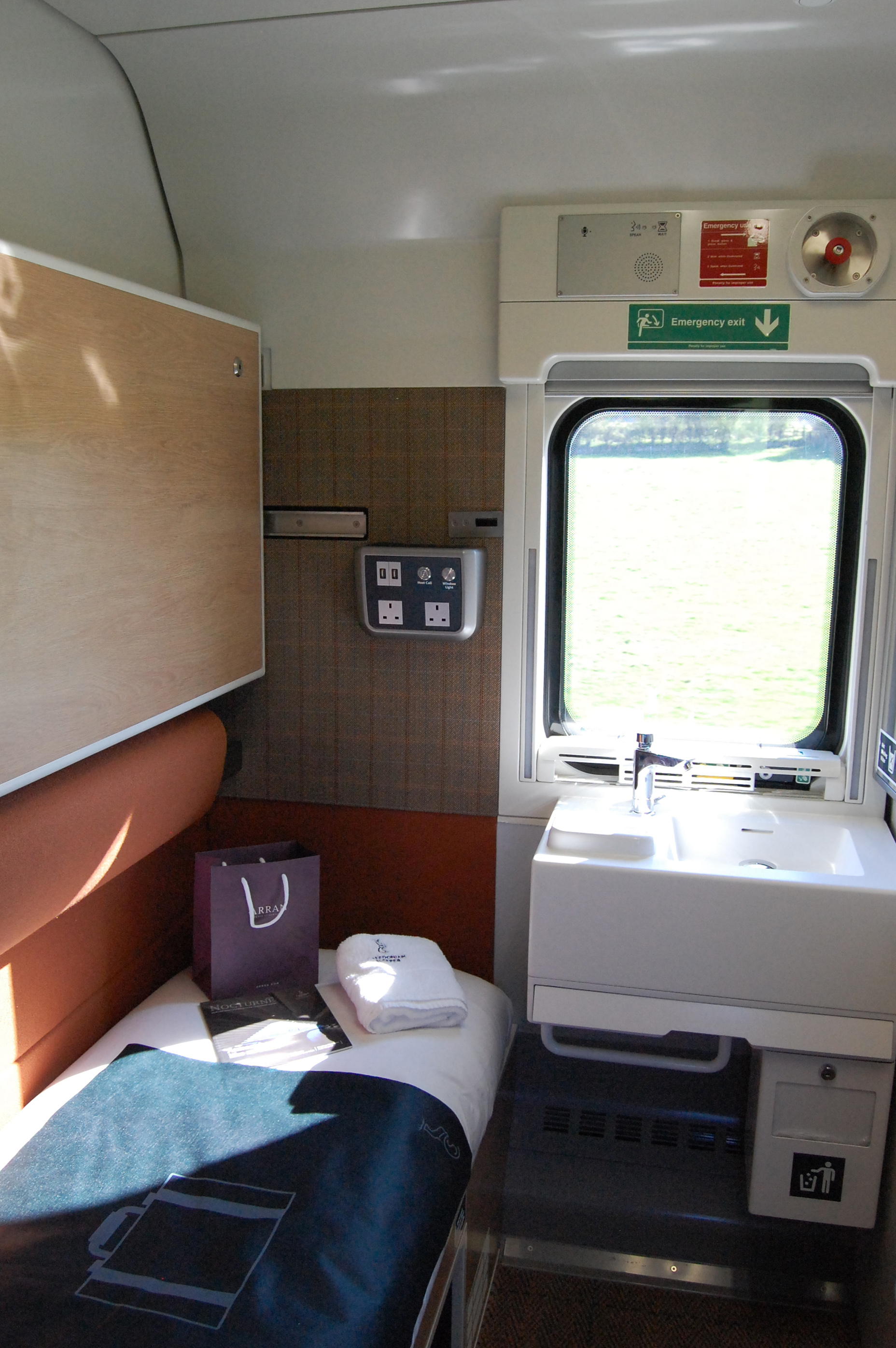
"クラブ・ルーム"

## マーク5A客車
2016年にトランスペナイン・エクスプレスはCAF社と新型車両製造の契約を交わした旨を報告し、その中で68形機関車によって牽引・推進される5両編成の客車「マーク5A（Mark5A）」の導入が発表された。編成は、機関車側から「ファーストクラス座席車」、「スタンダードクラス座席車」、「スタンダードクラス座席車」、「乗務員室付きスタンダードクラス座席車」、「スタンダードクラス座席制御車」となる。また、同時にCAF社はトランスペナイン・エクスプレスによるフランチャイズが終了するまでマーク5AなどCAF社製の車両の保守・修繕を手掛ける契約も交わしている。
ヴェリム鉄道試験線での試験運転は2018年5月から実施され、当初は2018年秋季からの導入を計画していたが、イギリスでの試験運転開始は2019年4月からとなり、営業運転は同年8月24日から開始された。
トランスペナイン・エクスプレスでは新規に登場する列車に「ノヴァ」（Nova）という愛称を付けており、68形機関車とマーク5A客車による編成は「ノヴァ3」（Nova 3）と呼ばれていた。だが、営業運転開始以降「ノヴァ3」は車両の亀裂といった故障が相次いだ他、複数の車種を有する事による乗務員の対応訓練の遅延、整備工場の騒音問題、更に新型コロナウイルス感染症（COVID-19）など様々な影響を受け、多くの車両は営業運転に用いられず車庫に留置される状態が続いていた。そして、トランスペナイン・エクスプレスのフランチャイズ権がイギリス政府運輸省（Department for Transport）へ事実上移管された事による再編の一環として、2023年12月に実施されるダイヤ改正に伴い全車とも営業運転を離脱する事になっている。以降、車両は所有していたリース会社へ返却されるが、それ以降の動向は同年時点で不明となっている。

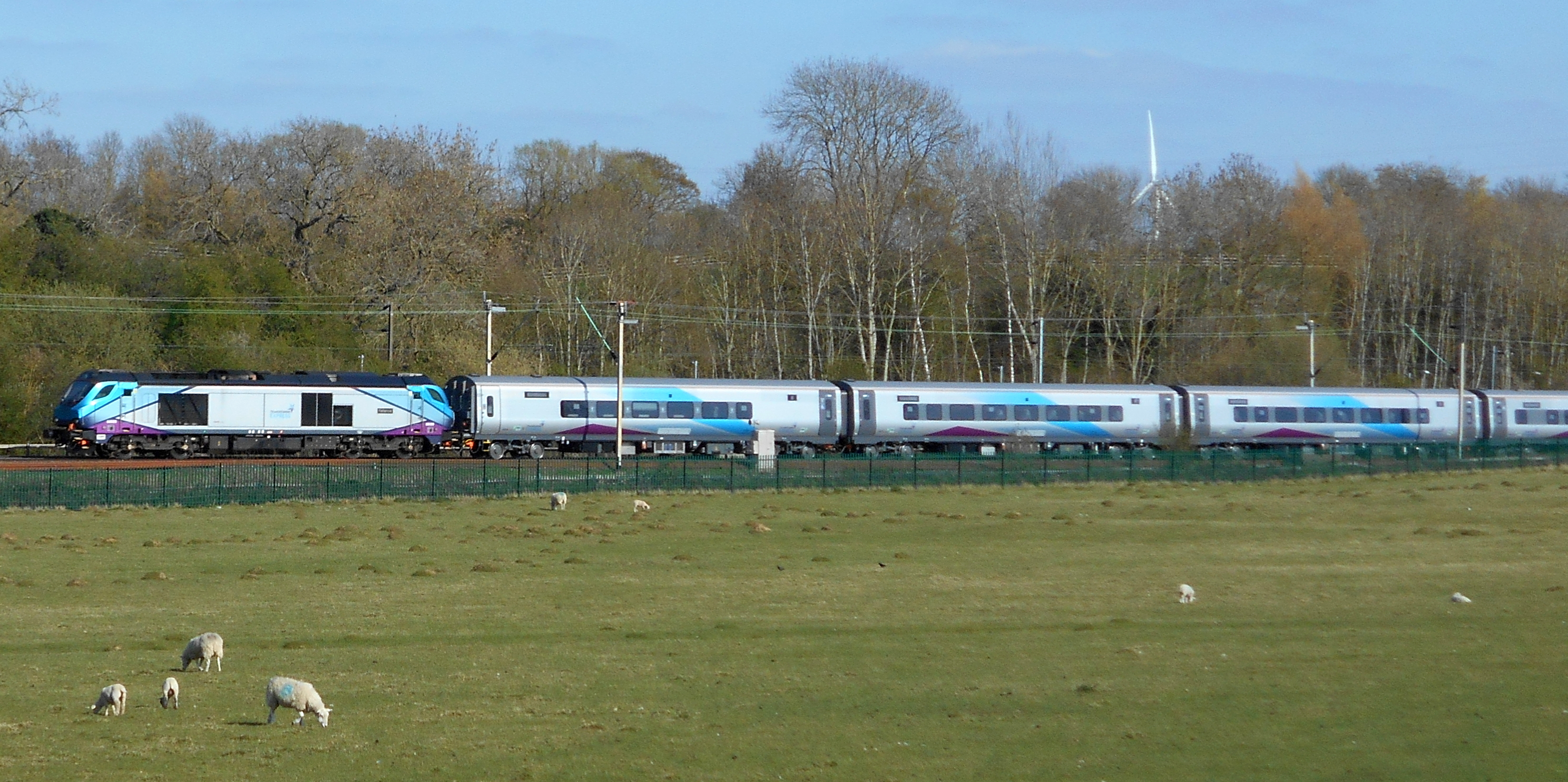
試運転中の"Nova 3"（2019年撮影）
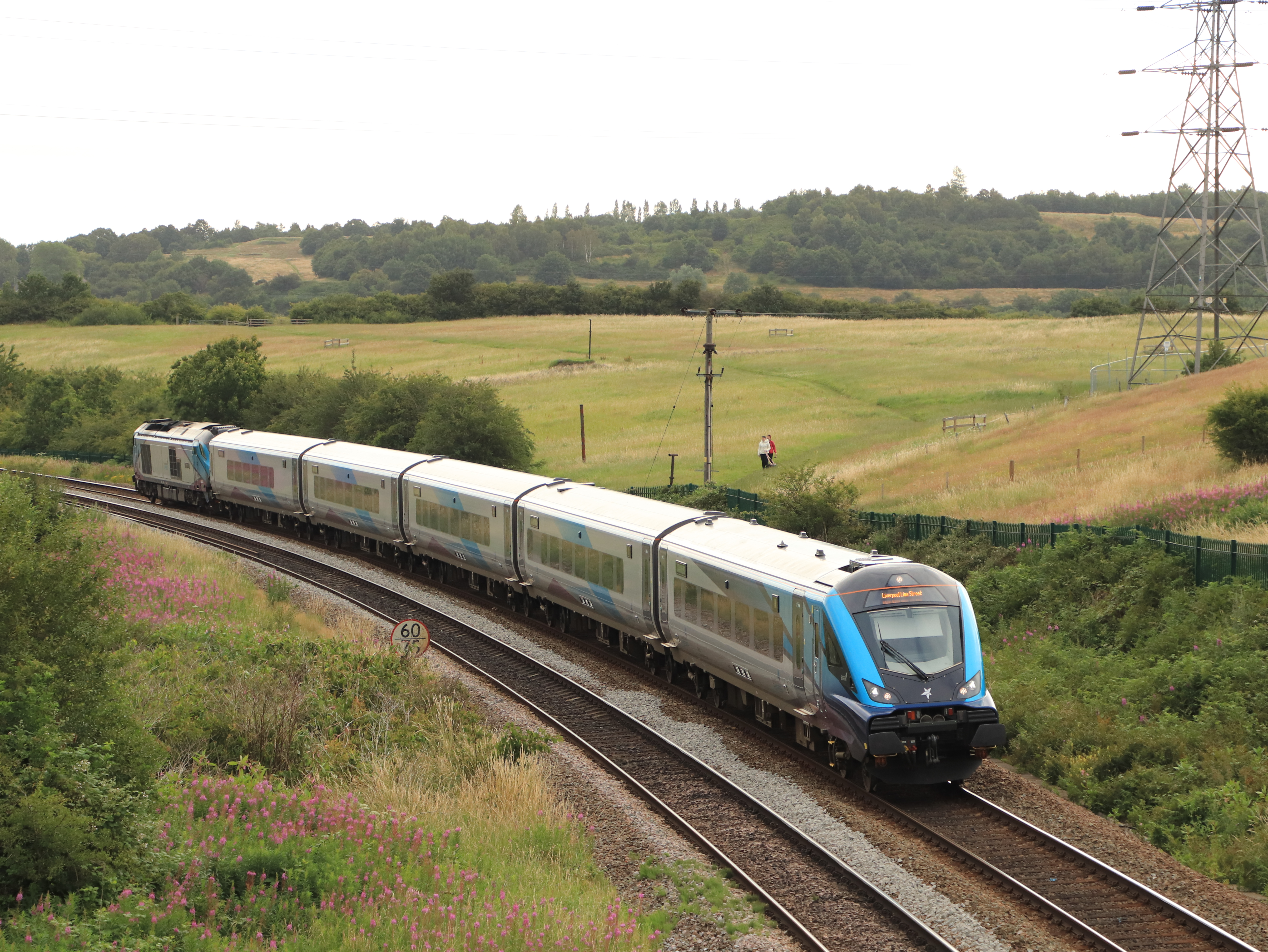
制御車を先頭にした旅客列車（2020年撮影）

| 号車       | 号車           | 機関車        | E                    | D                  | C                  | B                                  | A                    |
| 車種       | 車種           | 機関車        | ファーストクラス客車 | セカンドクラス客車 | セカンドクラス客車 | セカンドクラス客車                 | セカンドクラス制御車 |
| 座席数     | 1等            | -             | 30                   |                    |                    |                                    |                      |
| 座席数     | 2等            | -             |                      | 69                 | 69                 | 59                                 | 64                   |
| 座席数     | 車椅子スペース | -             | 2箇所                |                    |                    |                                    |                      |
| 車内設備   | 車内設備       | -             | トイレ(車椅子対応)   | トイレ 荷物置き場  | トイレ 荷物置き場  | トイレ 荷物置き場 自転車用スペース | 荷物置き場           |
| 備考・参考 | 備考・参考     | [ 17 ] [ 18 ] | [ 17 ] [ 18 ]        | [ 17 ] [ 18 ]      | [ 17 ] [ 18 ]      | [ 17 ] [ 18 ]                      | [ 17 ] [ 18 ]        |